# Abu Abd Allah Muhámmad ibn Aysa

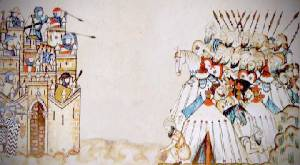
Dibujo medieval sobre el sitio musulmán del Castillo de Aledo.

Abu Abd Allah Muhammad ibn Aysa (en árabe: محمد بن عائشة‎, Muḥammad ibn ʿĀʾiša) (siglo XI – 1115) fue un general almorávide, hijo del emir Yúsuf ibn Tašufín.

## Biografía
Conquistó el castillo de Aledo en Murcia donde fue nombrado valí gobernando la ciudad entre 1092 y 1115.
Un grupo de nobles valencianos, encabezado por el cadí Ibn Yahhaf, le ofreció el gobierno de la Taifa de Valencia si conseguían destronar a al-Qádir pero tras atacar Denia y Játiva en 1092 no lo consiguió.
Tampoco pudo liberar la ciudad de Valencia durante el asedio de la ciudad que cayó en manos del Cid en 1102. 
Dirigió su ejército almorávide junto a Abdallah ibn Fátima, gobernador de Valencia, en la victoria de la batalla de Uclés en 1108.
Una vez que la ciudad de Valencia cayó en manos cristianas, comandó las fuerzas almorávides que salieron en 1114 hacia Barcelona en una de las ofensivas para recuperar el terreno cedido a los cristianos. Pero fueron derrotadas por Ramón Berenguer III junto a los hombres de los condados de Urgell y Cerdaña en la batalla de Martorell en 1114 donde perdió la vista.
Acabó retirado en el norte de África, en la corte de Alí ibn Yúsuf.